# Lijst van nummer 1-hits in Ierland in 2007
Deze hits stonden in 2007 op nummer 1 in de Ierse Single Top 100, de bekendste hitlijst in Ierland.
| Datum        | Artiest                 | Titel                 |
| ------------ | ----------------------- | --------------------- |
| 4 januari    | Leona Lewis             | A Moment Like This    |
| 11 januari   | Leona Lewis             | A Moment Like This    |
| 18 januari   | Leona Lewis             | A Moment Like This    |
| 25 januari   | Leona Lewis             | A Moment Like This    |
| 1 februari   | Mika                    | Grace Kelly           |
| 8 februari   | Mika                    | Grace Kelly           |
| 15 februari  | Mika                    | Grace Kelly           |
| 22 februari  | Mika                    | Grace Kelly           |
| 1 maart      | Mika                    | Grace Kelly           |
| 8 maart      | Mika                    | Grace Kelly           |
| 15 maart     | Mika                    | Grace Kelly           |
| 22 maart     | 21 Demands              | Give Me a Minute      |
| 29 maart     | The Fray                | How to Save a Life    |
| 5 april      | Avril Lavigne           | Girlfriend            |
| 12 april     | Avril Lavigne           | Girlfriend            |
| 19 april     | Beyoncé & Shakira       | Beautiful Liar        |
| 26 april     | Brian McFadden          | Like Only a Woman Can |
| 3 mei        | Beyoncé & Shakira       | Beautiful Liar        |
| 10 mei       | Avril Lavigne           | Girlfriend            |
| 17 mei       | Akon                    | Don't Matter          |
| 24 mei       | Rihanna & Jay-Z         | Umbrella              |
| 31 mei       | Rihanna & Jay-Z         | Umbrella              |
| 7 juni       | Rihanna & Jay-Z         | Umbrella              |
| 14 juni      | Rihanna & Jay-Z         | Umbrella              |
| 21 juni      | Rihanna & Jay-Z         | Umbrella              |
| 28 juni      | Rihanna & Jay-Z         | Umbrella              |
| 5 juli       | Rihanna & Jay-Z         | Umbrella              |
| 12 juli      | Rihanna & Jay-Z         | Umbrella              |
| 19 juli      | Fergie                  | Big Girls Don't Cry   |
| 26 juli      | Timbaland & Keri Hilson | The Way I Are         |
| 2 augustus   | Timbaland & Keri Hilson | The Way I Are         |
| 9 augustus   | Timbaland & Keri Hilson | The Way I Are         |
| 16 augustus  | Timbaland & Keri Hilson | The Way I Are         |
| 23 augustus  | Timbaland & Keri Hilson | The Way I Are         |
| 30 augustus  | Sean Kingston           | Beautiful Girls       |
| 6 september  | Sean Kingston           | Beautiful Girls       |
| 13 september | Sean Kingston           | Beautiful Girls       |
| 20 september | Sean Kingston           | Beautiful Girls       |
| 27 september | Shayne Ward             | If That's OK with You |
| 4 oktober    | Shayne Ward             | If That's OK with You |
| 11 oktober   | Shayne Ward             | If That's OK with You |
| 18 oktober   | Shayne Ward             | If That's OK with You |
| 25 oktober   | Leona Lewis             | Bleeding Love         |
| 1 november   | Leona Lewis             | Bleeding Love         |
| 8 november   | Leona Lewis             | Bleeding Love         |
| 15 november  | Leona Lewis             | Bleeding Love         |
| 22 november  | Leona Lewis             | Bleeding Love         |
| 29 november  | Leona Lewis             | Bleeding Love         |
| 6 december   | Leona Lewis             | Bleeding Love         |
| 13 december  | Leona Lewis             | Bleeding Love         |
| 20 december  | Leon Jackson            | When You Believe      |
| 27 december  | Leon Jackson            | When You Believe      |